# Березовка (Болотнинський район)
Березовка (рос. Берёзовка) — присілок у Болотнинському районі Новосибірської області Російської Федерації.
Входить до складу муніципального утворення Ачинська сільрада. Населення становить 10 осіб (2010).

## Історія
Згідно із законом від 2 червня 2004 року органом місцевого самоврядування є Ачинська сільрада.

## Населення
| 2002 | 2007 | 2010 |
| ---- | ---- | ---- |
| 58   | ↘19  | ↘10  |